# Emilio de' Cavalieri

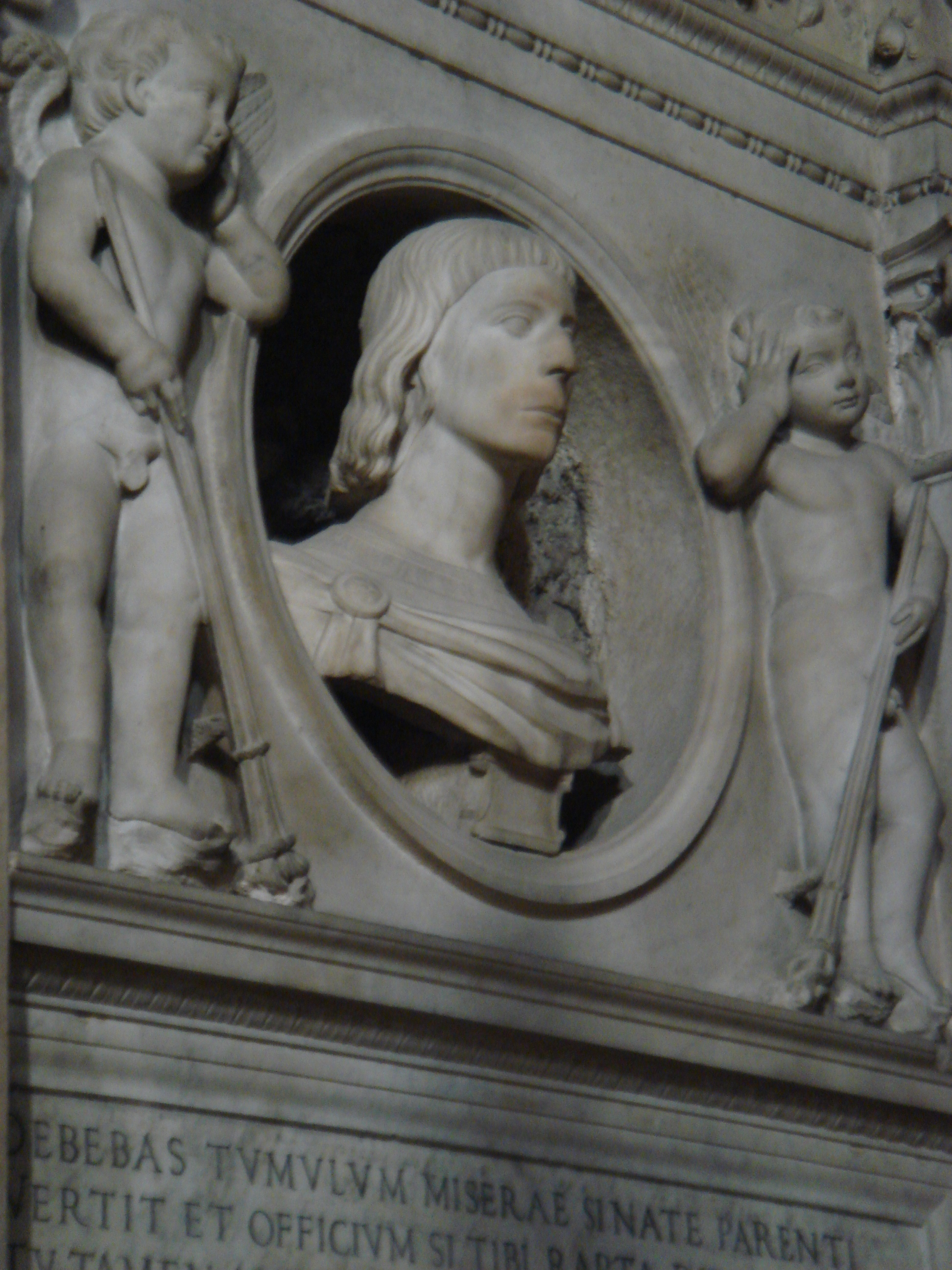
Byst föreställande Emilio de' Cavalieri vid hans grav i Santa Maria in Aracoeli, Rom.

Emilio de' Cavalieri eller Emilio del Cavalière, född omkring 1550 i Rom, död 11 mars 1602 i Florens, var en italiensk kompositör under renässansen, tillhörande den romerska skolan.

## Biografi
Emilio de' Cavalieri var son till arkitekten Tommaso de' Cavalieri (c. 1509–1587), och nära vän med Michelangelo. Han fick förmodligen utbildning i unga år till musiker, och var verksam som organist och musikdirektör i Rom 1578 till 1584.
Han blev under dessa år förbunden med kardinal Ferdinando I de' Medici, som när han 1587 efterträdde sin bror som storhertig av Toscana tog med sig Cavalieri till Florens. Cavalieri var intendent för hovmusiken där till 1596. Under denna tid skrev Cavalieri verk för tilldragelser i huset Medici såsom bröllop, samt kom i kontakt med Giovanni de' Bardi som grundade den florentinska cameratan. Här kom Cavalieri under påverkan av Bardi att utveckla den nya monodin med en aria för storhertigen; arian blev mycket populär i Europa och monodin spreds därigenom.
Under 1590-talet komponerade Cavallieri flera pastoraler. Vid sidan av sina musikaliska gärningar, hade Cavallieri uppdrag som diplomat åt Medici och var indragen i intrigerna runt valen av påvarna Innocentius IX och Clemens VIII. Därmed hade han ofta orsak att besöka Rom och kunde upprätthålla sina musikaliska förbindelser med musiklivet där.
I februari 1600 hade hans Rappresentatione di Anima, et di Corpo... premiär. Det betraktas som världens första oratorium. Samma år satte han upp Jacopo Peris och Ottavio Rinuccinis opera Euridice, vilket är världens första opera. I sista stund fick han lämna över föreställningen till en konkurrent, och han begav sig då till Florens i vredesmod och återkom aldrig till Rom. Han avled 1602.

## Musik
Emilio de' Cavalieri var bland dem som grundade operan och skapade en mellan recitation och melodi svävande solosång. Hans II satiro och La disperazione di Fileno (1590) är måhända de första pastoraler som från början till slut blivit genomkomponerade. Cavalieris oratorium Di anima e di corpo är en andlig allegori. Han brukar sägas vara skapare av stile rappresentativo, som sedermera blivit kallat monodi. Hans produktion innefattar dessutom madrigaler och lamentationer.